# Диалект Тоса
Диалект тоса (яп. 土佐弁) — диалект японского языка, распространённый в центральном и западном регионах префектуры Коти. Область распространения диалекта исторически называлась Тоса. Сам диалект развился из лингвистического влияния иммигрантов в область Тоса из других частей Японии и является по большей части смесмью кансайского диалекта и тюгоку. В частности, система используемых акцентов повторяет использующуюся в кансай-бен.
Одним из различий между диалектом тоса и другими западно-японскими диалектами является использование суффиксов глаголов -yuu и -chuu для отображения аспекта. Грамматически, -yuu инкапсулирует продолжение и прогрессивные аспекты в то время как -chuu отдельно инкапсулирует повторное действие или продолжающееся состояние. В стандартном японском оба представлены с помощью -te-iru. Соответствующие формы прошедшего времени — -yotta и -chotta, в то время как отрицательные формы — -yasen и -chasen.
Другой отличительной чертой диалекта являются его частицы, заканчивающиеся предложением, такие как kendo для дизъюнкции, ga в качестве маркера вопроса и ki для обозначения причины.
Многие особенности этого диалекта присущи соседнему диалекту хата, на котором говорят в западной части префектуры Коти.